# Wendell Ford
Wendell Hampton Ford (8 de septiembre de 1924-22 de enero de 2015) fue un político estadounidense de la Commonwealth de Kentucky. Sirvió durante veinticuatro años en el Senado de Estados Unidos y fue el 53.er Gobernador de Kentucky. Fue la primera persona en ser elegida sucesivamente vicegobernador, gobernador y senador de los Estados Unidos en la historia de Kentucky. Líder demócrata del Senado de 1991 a 1999, fue considerado el líder del Partido Demócrata del estado desde su elección como gobernador en 1971 hasta que se retiró del Senado en 1999. En el momento de su retirada, era el senador que más tiempo llevaba en el cargo en la historia de Kentucky, marca que fue superada por Mitch McConnell en 2009. Es el último demócrata que ha ejercido como senador por el estado de Kentucky.

## Primeros años
Wendell Ford nació cerca de Owensboro, en el Condado de Daviess, Kentucky, el 8 de septiembre de 1924. Era hijo de Ernest M. e Irene Woolfork (Schenk) Ford. Su padre fue senador estatal y aliado del gobernador de Kentucky Earle C. Clements. Ford recibió su primera educación en las escuelas públicas del condado de Daviess y se graduó en la Daviess County High School. De 1942 a 1943, asistió a la Universidad de Kentucky.
El 18 de septiembre de 1943, Ford se casó con Jean Neel (1924 - ) de Owensboro en la casa de los padres de la novia. La pareja tuvo dos hijos. La hija Shirley (Ford) Dexter nació en 1950 y el hijo Steven Ford nació en 1954. La familia asistía a la Primera Iglesia Bautista de Owensboro.
En 1944, Ford dejó la Universidad de Kentucky para unirse al ejército, alistándose para el servicio en la Segunda Guerra Mundial el 22 de julio de 1944. Se formó como suboficial administrativo y fue ascendido al rango de sargento técnico el 17 de noviembre de 1945. En el transcurso de su servicio, recibió la Medalla de la Campaña Americana y la Medalla de Victoria de la Segunda Guerra Mundial y obtuvo la Insignia de Experto en Infantería y la Medalla de Buena Conducta. Fue dado de baja con honores el 18 de junio de 1946.
Tras la guerra, Ford regresó a casa para trabajar con su padre en el negocio familiar de seguros, y se graduó en la Escuela de Seguros de Maryland en 1947. El 7 de junio de 1949, se alistó en la Guardia Nacional del Ejército de Kentucky y fue asignado a la Compañía I del 149.º Equipo de Combate del Regimiento de Infantería en Owensboro. El 7 de agosto de 1949, fue ascendido a teniente segundo de infantería. En 1949, la compañía de Ford fue convertida de infantería a tanques, y Ford sirvió como Comandante de Compañía en el 240.º Batallón de Tanques. Ascendido a Teniente Primero de Blindados, fue transferido a la Guardia inactiva en 1956, antes de ser licenciado en 1962.

## Carrera política
Ford fue muy activo en asuntos cívicos, convirtiéndose en el primer kentuckiano en ser presidente de los Jaycees en 1954. Fue presidente juvenil de la campaña para gobernador de Bert T. Combs en 1959. Tras la elección de Combs, Ford trabajó como asistente ejecutivo de Combs de 1959 a 1963. Cuando su madre murió en 1963, Ford volvió a Owensboro para ayudar a su padre con la agencia de seguros familiar. Aunque se especuló con que se presentaría a vicegobernador ese año, Ford insistió más tarde en que había decidido no volver a entrar en política hasta que el gobernador Ned Breathitt le pidió que se presentara contra Casper "Cap" Gardner, líder de la mayoría del Senado estatal y un importante obstáculo para la agenda legislativa progresista de Breathitt. Ford ganó las elecciones de 1965 por sólo 305 votos, pero rápidamente se convirtió en una pieza clave en el Senado estatal. En representación del octavo distrito, que incluye los condados de Daviess y Hancock, Ford presentó 22 leyes importantes que se convirtieron en ley durante su único mandato en el Senado.
En 1967, Ford se presentó como candidato a vicegobernador, esta vez en contra de los deseos de Breathitt y Combs, cuya elección fue el fiscal general del estado Robert Matthews. Ford derrotó a Matthews por 631 votos, el 0,2% del total de votos de las primarias. Llevó a cabo una campaña independiente y ganó en las elecciones generales, incluso cuando el elegido por Combs-Breathitt, Henry Ward, perdió la carrera por la gobernación ante el republicano Louie B. Nunn. Los republicanos y los demócratas se repartieron los cargos estatales, con cinco para los republicanos y cuatro para los demócratas.
Durante su tiempo como vicegobernador, Ford reconstruyó la maquinaria demócrata del estado, que le ayudaría a elegir a él y a otros, como el senador Walter Huddleston y la gobernadora Martha Layne Collins. Cuando el gobernador Nunn pidió a la legislatura que aumentara el impuesto estatal sobre las ventas en 1968 del 3% al 5%, Ford se opuso a la medida, diciendo que sólo debería aprobarse si los alimentos y las medicinas quedaban exentos. Ford perdió esta batalla; el aumento se aprobó sin exenciones. De 1970 a 1971, Ford fue miembro del Comité Ejecutivo de la Conferencia Nacional de Vicegobernadores. Mientras era vicegobernador, se convirtió en miembro honorario de la fraternidad Lambda Chi Alpha en 1969.

### Gobernador de Kentucky
Al término de su mandato como vicegobernador, Ford fue uno de los ocho candidatos que se presentaron a las primarias demócratas para gobernador de 1971. El favorito era el mentor de Ford, Combs. Durante la campaña, Ford atacó la edad de Combs y el impuesto sobre las ventas promulgado durante la administración de Combs. También cuestionó por qué Combs dejaría su cargo de juez federal, mejor pagado, para presentarse a un segundo mandato como gobernador. Ford obtuvo más votos que Combs y los otros seis candidatos juntos, y atribuyó su improbable victoria sobre Combs en las primarias a una estrategia superior y a que Combs subestimó su candidatura. Tras la elección, Combs predijo correctamente: "Este es el final del camino para mí políticamente".
Ford pasó a ganar la gobernación en unas elecciones generales a cuatro bandas que incluían a otro exgobernador demócrata, A. B. "Happy" Chandler, que se presentó como independiente. Ford terminó con más de 58.000 votos de ventaja sobre su rival más cercano, el republicano Tom Emberton. Con Combs y Chandler fuera de la política, el faccionalismo en el Partido Demócrata de Kentucky comenzó a disminuir.
Como gobernador, Ford aumentó los ingresos mediante un impuesto sobre el carbón, un impuesto de dos centavos por galón sobre la gasolina y un aumento del impuesto de sociedades. Equilibró estos aumentos eximiendo a los alimentos del impuesto estatal sobre las ventas. El gran superávit presupuestario resultante le permitió proponer varios proyectos de construcción. Su victoria en las primarias se debió en gran medida al Condado de Jefferson, y le devolvió el favor aprobando fondos para construir el Centro de Convenciones de la Commonwealth y ampliar el Centro de Ferias y Exposiciones de Kentucky. También dirigió un paquete de reformas del sistema de justicia penal del estado en la primera sesión legislativa de su mandato.
Ford supervisó la transición de la Universidad de Louisville de la financiación municipal a la estatal. Impulsó reformas en el sistema educativo del estado, renunciando a su propia presidencia del consejo de administración de la Universidad de Kentucky y ampliando el derecho de voto a los estudiantes y profesores de los consejos universitarios. Estos cambios hicieron que los cargos administrativos de las universidades del estado pasaran de ser recompensas políticas a nombramientos profesionales. Aumentó la financiación del presupuesto de educación del estado y dio mayores poderes al Consejo de Educación Superior. Vetó una medida que habría permitido la negociación colectiva de los profesores.
Ford fue elogiado por su atención a la tarea mundana de mejorar la eficiencia y la organización de los departamentos ejecutivos, creando varios "supergabinetes" bajo los que se consolidaron muchos departamentos. Durante la sesión legislativa de 1972, creó el Departamento de Finanzas y Administración, combinando las funciones de la Oficina de Desarrollo de Programas de Kentucky y el Departamento de Finanzas. Los límites constitucionales le impedían a veces combinar funciones similares, pero Ford hizo de la reorganización una prioridad absoluta y consiguió algunos ahorros para el estado.
El 21 de marzo de 1972, el Tribunal Supremo de EE. UU. dictó su sentencia en el caso de Dunn v. Blumstein, que determinó que un ciudadano que había vivido en un estado durante 30 días era residente en ese estado y, por tanto, elegible para votar en él. La Constitución de Kentucky exigía una residencia de un año en el estado, seis meses en el condado y sesenta días en el distrito electoral para establecer la elegibilidad para votar. Esta cuestión debía resolverse antes de las elecciones presidenciales de noviembre de 1972, por lo que Ford convocó una sesión legislativa especial para promulgar las correcciones necesarias. Además, Ford añadió al orden del día de la Asamblea General la creación de una agencia estatal de protección del medio ambiente, el perfeccionamiento de los distritos del Congreso de acuerdo con las últimas cifras del censo y la ratificación de la recién aprobada Enmienda de Igualdad de Derechos. Todas estas medidas fueron aprobadas.
A pesar de haber sido operado de un aneurisma cerebral en junio de 1972, Ford asistió a la Convención Nacional Demócrata de 1972 en Miami Beach, Florida. Apoyó a Edmund Muskie para la presidencia, pero más tarde saludó al candidato George McGovern cuando visitó Kentucky. La convención fue el comienzo del papel de Ford en la política nacional. Ofendido por el trato que la campaña de McGovern dio al presidente de finanzas demócratas Robert Schwarz Strauss, ayudó a Strauss a ser elegido presidente del Comité Nacional Demócrata tras la derrota de McGovern. Como resultado de su participación en la elección de Strauss, Ford fue elegido presidente de la Conferencia de Gobernadores Demócratas de 1973 a 1974. También fue vicepresidente del Comité de Recursos Naturales y Gestión Medioambiental de la Conferencia.
Durante la sesión legislativa de 1974, Ford propuso un estudio de seis años sobre la licuefacción y gasificación del carbón en respuesta a la crisis del petróleo de 1973. También aumentó la financiación de los recursos humanos y continuó su reorganización del poder ejecutivo, creando gabinetes de transporte, desarrollo, educación y artes, recursos humanos, protección y regulación del consumidor, seguridad y justicia. Se le consideró menos implacable que los gobernadores anteriores a la hora de despedir a los funcionarios estatales contratados por la administración anterior, y amplió el sistema de méritos del Estado para incluir a algunos trabajadores estatales que antes estaban exentos. A pesar de la ampliación, fue criticado por las sustituciones que realizó, en particular la del comisionado de personal del estado nombrado durante el gobierno de Nunn. Los críticos también citaron el hecho de que a los empleados que se consideraban cualificados por el examen de méritos se les seguía exigiendo una autorización política antes de ser contratados.
Ford unió al Partido Demócrata del estado, lo que les permitió obtener un escaño en el Senado de EE. UU. en 1972 por primera vez desde 1956. El escaño quedó vacante por la retirada del republicano John Sherman Cooper y lo ganó el director de campaña de Ford, Walter "Dee" Huddleston. Los amigos de Ford comenzaron entonces a presionar para que intentara desbancar al otro senador republicano de Kentucky, el legislador de un solo mandato Marlow Cook. Ford quería que el vicegobernador Julian Carroll, que se había presentado en una lista informal con Combs en las primarias de 1971, se presentara para ocupar el puesto de Cook, pero Carroll ya tenía los ojos puestos en la silla del gobernador. Los aliados de Ford no tenían un candidato a gobernador más fuerte que Carroll, y cuando una encuesta mostró que Ford era el único demócrata que podía derrotar a Cook, aceptó presentarse, anunciando su candidatura inmediatamente después de la sesión legislativa de 1974.
Un tema primordial durante las elecciones fue la construcción de una presa en el río Rojo. Cook se opuso a la presa, pero Ford la apoyó y destinó parte del superávit presupuestario del estado a su construcción. En las elecciones, Ford derrotó a Cook por 399.406 votos contra 328.982, completando su revitalización del partido demócrata del estado al desalojar personalmente al último republicano de un cargo importante. Cook renunció a su escaño en diciembre para que Ford tuviera una mayor antigüedad en el Senado. Ford dimitió como gobernador para aceptar el escaño, dejando la gobernación a Carroll, que abandonó el apoyo estatal al proyecto, matándolo.
A raíz del rápido ascenso de Ford y de los miembros de su facción a los principales cargos políticos del estado, él y Carroll fueron investigados en una investigación por corrupción. La investigación, que duró cuatro años, se inició en 1977 y se centró en una trama de sobornos a las aseguradoras estatales que supuestamente funcionó durante el mandato de Ford. En junio de 1972, Ford había comprado pólizas de seguro para los trabajadores del Estado a algunos de sus patrocinadores políticos sin licitación. La ley estatal no exigía la licitación, y los gobernadores anteriores habían llevado a cabo prácticas similares. Los investigadores creían que existía un acuerdo en el que las compañías de seguros que obtenían contratos del gobierno se repartían las comisiones con los funcionarios del partido, aunque se sospechaba que Ford permitía esta práctica para obtener un beneficio político y no económico personal. En 1981, los fiscales pidieron que se acusara a Ford y a Carroll de chantaje, pero el gran jurado lo rechazó. Como los procedimientos del gran jurado son secretos, nunca se ha revelado públicamente lo que ocurrió exactamente. Sin embargo, los republicanos del estado mantuvieron que Ford se acogió a la Quinta Enmienda mientras estaba en el estrado, invocando su derecho a no autoinculparse. Ford se negó a confirmar o negar este informe. Un gran jurado federal recomendó que se acusara a Ford en relación con la trama de los seguros, pero el Departamento de Justicia de EE. UU. no hizo caso de esta recomendación.

### Senado de los Estados Unidos
Ford entró en el Senado en 1974 y fue reelegido en 1980, 1986 y 1992. No tuvo oposición en las primarias demócratas de 1986 y 1992. Los republicanos no presentaron ningún contrincante viable en ninguna de las campañas de reelección de Ford. En 1980, derrotó a la septuagenaria ex auditora estatal Mary Louise Foust por 334.862 votos. Los 720.891 votos de Ford representaron el 65% del total de votos emitidos en las elecciones, un récord para una carrera estatal en Kentucky. Contra el republicano Jackson Andrews IV en 1986, Ford batió ese récord, obteniendo el 74% de los votos emitidos y ganando en los 120 condados de Kentucky. Al senador estatal David L. Williams no le fue mucho mejor en 1992, cediendo 477.002 votos a Ford (63%).
Ford se planteó seriamente dejar el Senado y presentarse de nuevo a gobernador en 1983 y 1991, pero decidió no hacerlo en ambas ocasiones. En la contienda de 1983, se habría enfrentado en las primarias a la vicegobernadora Martha Layne Collins. Collins era una aliada de Ford, lo que influyó en su decisión. En 1991, Ford citó su antigüedad en el Senado y su deseo de convertirse en el jefe de la bancada demócrata del Senado como factores que influyeron en su decisión de no presentarse a gobernador.
Al principio de su carrera, Ford apoyó una enmienda constitucional contra la supresión de la segregación en los autobuses. También presentó una propuesta para que el presupuesto federal tuviera un ciclo de dos años, ya que consideraba que se dedicaba demasiado tiempo al año a las disputas presupuestarias. Esta idea, basada en el modelo utilizado en el presupuesto del estado de Kentucky, nunca se llevó a cabo. Durante el 95.º Congreso (1977-1979), fue presidente de la Comisión de Ciencias Aeronáuticas y Espaciales.
De 1977 a 1983, Ford fue miembro del Comité de Campaña Senatorial Demócrata. En 1988 se presentó al puesto de jefe de filas demócrata, pero perdió ante el californiano Alan Cranston, que ocupaba el puesto desde 1977. Ford empezó tarde la carrera, y un escritor de The New York Times opinó que había sobrestimado sus posibilidades de desbancar a Cranston. Inmediatamente después de reconocer su derrota, anunció que sería candidato al puesto en las siguientes elecciones de 1990. Volvió a enfrentarse a Cranston en las elecciones, pero éste se retiró de la carrera debido a una batalla contra el cáncer de próstata. Ford sostuvo que tenía suficientes compromisos de apoyo en la bancada demócrata para haber ganado sin la retirada de Cranston. Cuando el líder de la mayoría, George J. Mitchell, se retiró del Senado en 1994, Ford mostró cierto interés por el puesto de líder demócrata. Al final, decidió no hacerlo y prefirió centrarse en los asuntos de Kentucky. Apoyó a Christopher Dodd como líder de la mayoría.
Durante el Nonagésimo Octavo Congreso (1983-1985), Ford formó parte del Comité Selecto para el Estudio del Sistema de Comités, y fue miembro del Comité de Reglas y Administración en los Congresos Centésimo y Centésimo Tercero (1987-1995). En 1989, se unió al senador de Missuri Kit Bond para formar el Caucus de la Guardia Nacional del Senado, una coalición de senadores comprometidos con la promoción de las capacidades y la preparación de la Guardia Nacional. Ford dijo que se sintió motivado para formar el grupo después de ver el trabajo realizado por el representante de Misisipi Sonny Montgomery con la Asociación de la Guardia Nacional y la Oficina de la Guardia Nacional. Ford copresidió el grupo con Bond hasta que Ford se retiró del Senado en 1999. La Guardia del Ejército de Kentucky dedicó el Centro de Entrenamiento Wendell H. Ford en el Condado de Muhlenberg, Kentucky, en 1998. En 1999, la Oficina de la Guardia Nacional concedió a Ford el Premio Sonny Montgomery, su más alto honor.
El senador de Misuri, Thomas Eagleton, opinó que Ford y Dee Huddleston formaban "probablemente la mejor combinación de un par para cualquier estado en el Senado". Ambos eran defensores del tabaco, el principal cultivo comercial de Kentucky. Ford se sentó en el Comité de Comercio, influyendo en la legislación que afectaba a la parte manufacturera de la industria del tabaco, mientras que Huddleston se sentó en el Comité de Agricultura y protegió los programas que beneficiaban a los cultivadores de tabaco. Ambos contribuyeron a salvar el Programa de Apoyo al Precio del Tabaco. Ford consiguió que el tabaco quedara exento de la Ley de Seguridad de los Productos de Consumo y se opuso sistemáticamente a la subida de los impuestos sobre los cigarrillos. Patrocinó una enmienda al Acuerdo General sobre Aranceles y Comercio que limitaba la cantidad de tabaco extranjero que podía importar Estados Unidos.
Más adelante en su carrera, Ford se enfrentó al sucesor de Huddleston, Mitch McConnell, en relación con una propuesta de acuerdo de demandas contra las empresas tabacaleras. Ford estaba a favor del paquete presentado al Congreso, que habría protegido el programa de apoyo a los precios, mientras que McConnell estaba a favor de un paquete de ayuda más pequeño para los cultivadores de tabaco y el fin del programa de apoyo a los precios. Ambas propuestas fueron finalmente derrotadas, y las desavenencias entre Ford y McConnell nunca se resolvieron.
Como presidente del subcomité de aviación del Comité de Comercio, Ford consiguió fondos para mejorar los aeropuertos de Louisville, el norte de Kentucky y Glasgow. El aeropuerto Wendell H. Ford de Hazard (Kentucky) lleva su nombre. Un proyecto de ley de 1990 destinado a reducir el ruido de los aviones, mejorar las medidas de seguridad de las aerolíneas y exigir a éstas que informen mejor a los consumidores sobre su rendimiento se denominó Ley de Inversión y Reforma de la Aviación Wendell H. Ford para el siglo XXI.
De su carrera en el Senado, Ford dijo: "No me interesaban los asuntos nacionales. Me interesaban los asuntos de Kentucky". Sin embargo, influyó en varias piezas importantes de la legislación federal. Patrocinó una enmienda a la Ley de Baja Médica Familiar que eximía a las empresas con menos de cincuenta empleados. Fue una pieza clave para conseguir la aprobación de la ley de votantes a motor en 1993. Apoyó el aumento del salario mínimo federal y un proyecto de ley de reforma de la asistencia social en 1996. Partidario de la investigación de tecnologías limpias del carbón, también trabajó con el senador de Virginia Occidental Jay Rockefeller para conseguir mejores prestaciones de jubilación para los mineros del carbón. Nunca se le conoció como un actor importante en cuestiones internacionales, pero Ford estuvo a favor de mantener las sanciones económicas contra Irak como alternativa a la guerra del Golfo. Votó en contra del Tratado del Canal de Panamá, que consideraba impopular entre los votantes de Kentucky. A pesar de haber presidido el comité de investidura de Bill Clinton en 1993, Ford rompió con la administración al votar en contra del Tratado de Libre Comercio de América del Norte.
Al igual que como gobernador de Kentucky, Ford prestó atención a la mejora de la eficiencia del gobierno. Mientras formaba parte del Comité Conjunto de Impresión durante el Primer y el Tercer Congreso, ahorró al gobierno millones de dólares en costes de impresión imprimiendo en volumen y utilizando papel reciclado. En 1998, el senador de Virginia John Warner patrocinó la Ley de Reforma de las Publicaciones Gubernamentales Wendell H. Ford de 1998; Ford firmó como copatrocinador. El proyecto de ley habría eliminado el Comité Conjunto de Impresión, distribuyendo su autoridad y funciones entre el Comité de Reglas del Senado, el Comité de Supervisión de la Cámara y el administrador de la Oficina de Impresión del Gobierno. También habría centralizado los servicios de impresión del gobierno y penalizado a las agencias gubernamentales que no pusieran sus documentos a disposición de la oficina de impresión para ser impresos. Los opositores al proyecto de ley citaron los amplios poderes concedidos a la oficina de impresión y la preocupación por la erosión de la protección de los derechos de autor. El proyecto de ley fue aprobado por el comité, pero fue eliminado del calendario legislativo por cuestiones relacionadas con la inminente destitución de Bill Clinton. Warner no volvió a presidir la Comisión Mixta de Impresión en el siguiente congreso, Ford se retiró del Senado y el proyecto de ley no se volvió a presentar.

## Vida posterior
Ford decidió no presentarse a un quinto mandato en 1998 y se retiró a Owensboro. En 1998 fue nombrado miembro honorario de la American Library Association. Trabajó durante un tiempo como asesor del bufete de abogados y grupos de presión de Washington Dickstein Shapiro Morin & Oshinsky. En el momento de su jubilación, Ford era el senador que más tiempo llevaba en el cargo en la historia de Kentucky. En enero de 2009, Mitch McConnell superó la marca de Ford de 24 años en el Senado.
En agosto de 1978, la circunvalación de la US 60 alrededor de Owensboro pasó a llamarse Wendell H. Ford Expressway. La Western Kentucky Parkway también pasó a llamarse Wendell H. Ford Western Kentucky Parkway durante la administración del gobernador Paul E. Patton. En 2009, Ford fue incluido en el Salón de la Fama del Transporte de Kentucky.
Más tarde, Ford enseñó política a los jóvenes de Owensboro desde el Museo de Ciencia e Historia de Owensboro, que alberga una réplica de su despacho en el Senado. El 19 de julio de 2014, el Messenger-Inquirer informó de que a Ford se le había diagnosticado un cáncer de pulmón. Ford falleció en su casa el 22 de enero de 2015, a la edad de 90 años, a causa de un cáncer de pulmón, y fue enterrado en el cementerio Rosehill Elmwood.